# کارل لاندسبری
کارل لاندسبری (انگلیسی: Karl Landsberg; ۱۳ مهٔ ۱۸۹۰ – ۴ اوت ۱۹۶۴) دوچرخه‌سوار اهل سوئد بود.